# Observations on Man
Observations on Man, his Frame, his Duty, and his Expectations est l'œuvre majeure du philosophe britannique David Hartley. Publié en deux parties, en 1749, par Samuel Richardson, il met en avant les deux principales théories de Hartley : la doctrine des vibrations et celle des associations. La première partie traite du cadre du corps et de l'esprit humain et de leur connexions et influences réciproques, la seconde des devoirs et des attentes de l'humanité.